# Orelund (Sandager Sogn)
 For alternative betydninger, se Orelund. (Se også artikler, som begynder med Orelund)
Orelund er en lille hovedgård, som nævnes første gang i 1535. Orelund var en avlsgård under Wedellsborg Gods fra 1850 til 1916. Gården ligger i Sandager Sogn, Båg Herred, Assens Kommune. Hovedbygningen er opført i 1839.
Orelund er nævnt første gang i 1600 i formen Orelunde. Forleddet kommer af gammel-dansk: vara, der betyder overdrev.
I dag drives der et stutteri og landbrug fra ejendommen.
Orelund Gods er på 129 hektar

## Ejere af Orelund
- (1535-1554) Kronen
- (1554-1583) Philip Heidersdorf
- (1583-1590) Ida Eriksdatter Grøn gift Heidersdorf
- (1590-1600) Johannes Norby
- (1600-1626) Erik Philipsen Heidersdorf
- (1626-1632) Else Henriksdatter Krag gift Heiderdorf
- (1632) Knud Skinkel
- (1632) Reinholt Eriksen Heiderdorf
- (1632) Ida Eriksdatter Heiderdorf gift (1) von Silschoffen (2) von Reichelsdorff
- (1632-1647) Leo Bartholomeus Kempter von Silschoffen
- (1647-1650) Christoffer Philip Kurtzer von Reichelsdorff
- (1650-1651) Ida Eriksdatter Heiderdorf gift (1) von Silschoffen (2) von Reichelsdorff
- (1651-1667) Christoffer Philip Kurtzer von Reichelsdorff
- (1667) Henrik Mund
- (1667) Christian Jørgensen Skeel
- (1667-1676) Henrik Mund
- (1676) Christian Jørgensen Skeel
- (1676-1703) Jens Pedersen Phil
- (1703-1730) Laurids Lauridsen
- (1730) Pauline Hvalsøe gift (1) Lauridsen (2) Hartvigsen
- (1730-1755) Peder Hartvigsen
- (1755-1764) Jacob von Meurs
- (1764-1775) Johannes Christopher Blunck
- (1775-1814) Carl Adolph Rantzau
- (1814-1835) Slægten Rantzau
- (1835-1850) W. F. Treschow
- (1850-1882) Carl Wilhelm Adam Sigismund Wedell
- (1882-1883) Julius Wilhelm Georg Ferdinand Wedell
- (1883-1916) Wilhelm Carl Joachim Ove Casper Bendt Wedell
- (1916-1926) H. Buch
- (1926-1965) Enke Fru Marie Buch
- (1965-1994) H. Brejnholt Jacobsen
- (1994-) Claus Brejnholt Jacobsen